# St. Gallus (Heimbach)

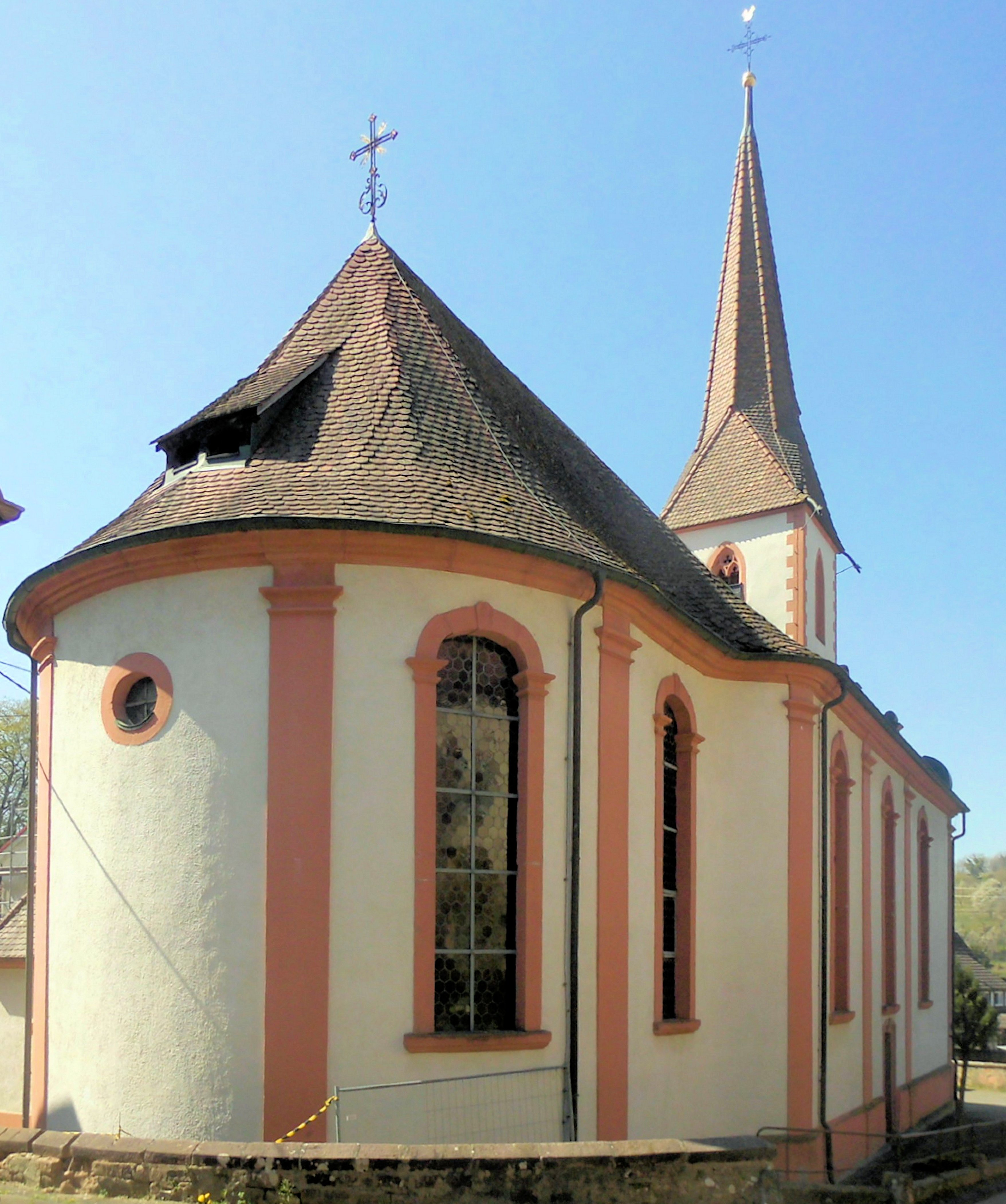
St. Gallus in Heimbach

Die römisch-katholische Pfarrkirche St. Gallus steht in Heimbach, einem Gemeindeteil von Teningen im Landkreis Emmendingen in Baden-Württemberg. Die Kirchengemeinde gehört zur Seelsorgeeinheit Emmendingen-Teningen im Dekanat Endingen-Waldkirch des Erzbistums Freiburg. Die Kirche ist das Gotteshaus für die Katholiken der Orte Teningen, Köndringen, Nimburg, Heimbach und Landeck. Das Bauwerk ist beim Landesamt für Denkmalpflege Baden-Württemberg als Baudenkmal eingetragen.

## Geschichte
Erstmals wird Heimbach 759 als Besitz des Klosters St. Gallen erwähnt. Ein Kirchengebäude, eine St. Gallus-Kapelle, wird urkundlich erst 1315 genannt. Sie musste im Jahr 1800 wegen Baufälligkeit abgebrochen werden. 
Im Laufe des 14. Jahrhunderts wurde die Vorläuferin der heutigen Kirche zu Ehren Unserer Lieben Frau errichtet. Bauherrin war die Benediktinerabtei Schuttern, auf welche die Ortsherrschaft lange zuvor übergegangen war. 
Da das Platzangebot nicht mehr ausreichte, wurde dieses gotische Gebäude mit Ausnahme des Turms abgerissen und, wieder auf Veranlassung der Abtei Schuttern, von 1739 bis 1776 ein neues Kirchengebäude im Stil des Barock errichtet.

## Beschreibung

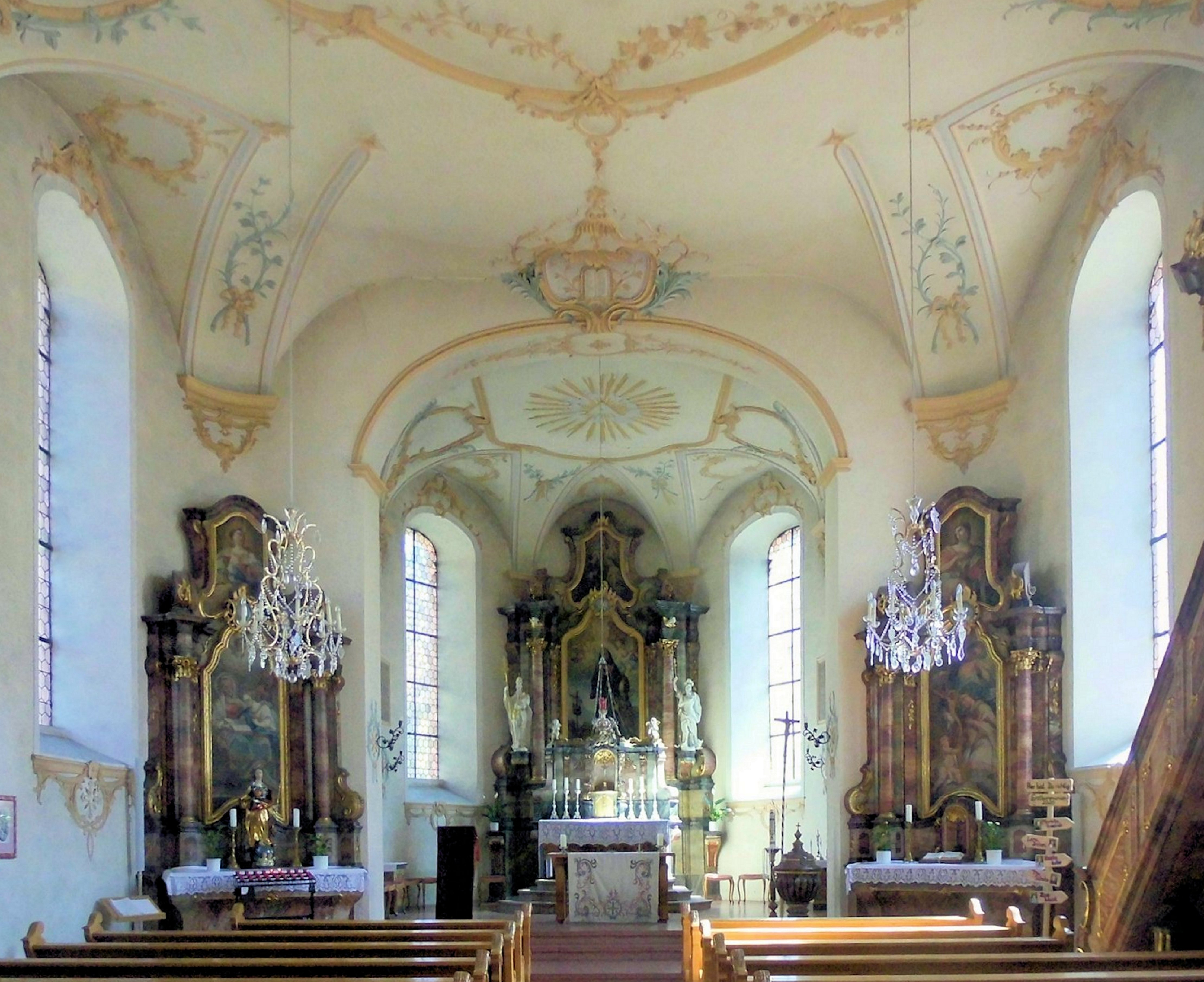
Innenansicht

Die barocke Saalkirche wurde 1774 erbaut. Sie besteht aus einem Langhaus, einem eingezogenen, halbrund geschlossenen Chor im Osten und einem im Kern gotischen Fassadenturm im Westen mit abgeknicktem Spitzhelm, dessen oberstes Geschoss den Glockenstuhl beherbergt.
Zur Kirchenausstattung gehören drei Altäre, der Hochaltar und zwei Seitenaltäre. Deren Figuren stammen von Joseph Amann und seiner Werkstatt in Endingen am Kaiserstuhl, während die Altarbilder 1776 von dem aus Tirol stammenden Freiburger Maler Johann Pfunner gemalt wurden.
Orgel
Die Orgel wurde 1977/1978 vom Unternehmen Mönch Orgelbau gebaut. Sie verfügt über 14 Register auf zwei Manualen und Pedal. Das halb so umfangreiche Vorgängerinstrument (7/I) war 1905 von Orgelbau Kiene aus Waldkirch hergestellt worden.
Aktuelle Disposition
| I Hauptwerk C–g3 |       |
| Bourdon          | 8′    |
| Prinzipal        | 4′    |
| Waldflöte        | 2′    |
| Sesquialter II   |       |
| Mixtur III-IV    | 1 ⁄3′ |

| II Positiv C–g3             |       |
| Rohrflöte                   | 8′    |
| Blockflöte                  | 4′    |
| Doublette                   | 2′    |
| Larigot                     | 1 ⁄3′ |
| Cimbel III                  | 1′    |
| Cromorne                    | 8′    |
| Tremulant für beide Manuale |       |

| Pedal C–f1 |     |
| Subbass    | 16′ |
| Oktavbass  | 08′ |
| Fagottbass | 08′ |

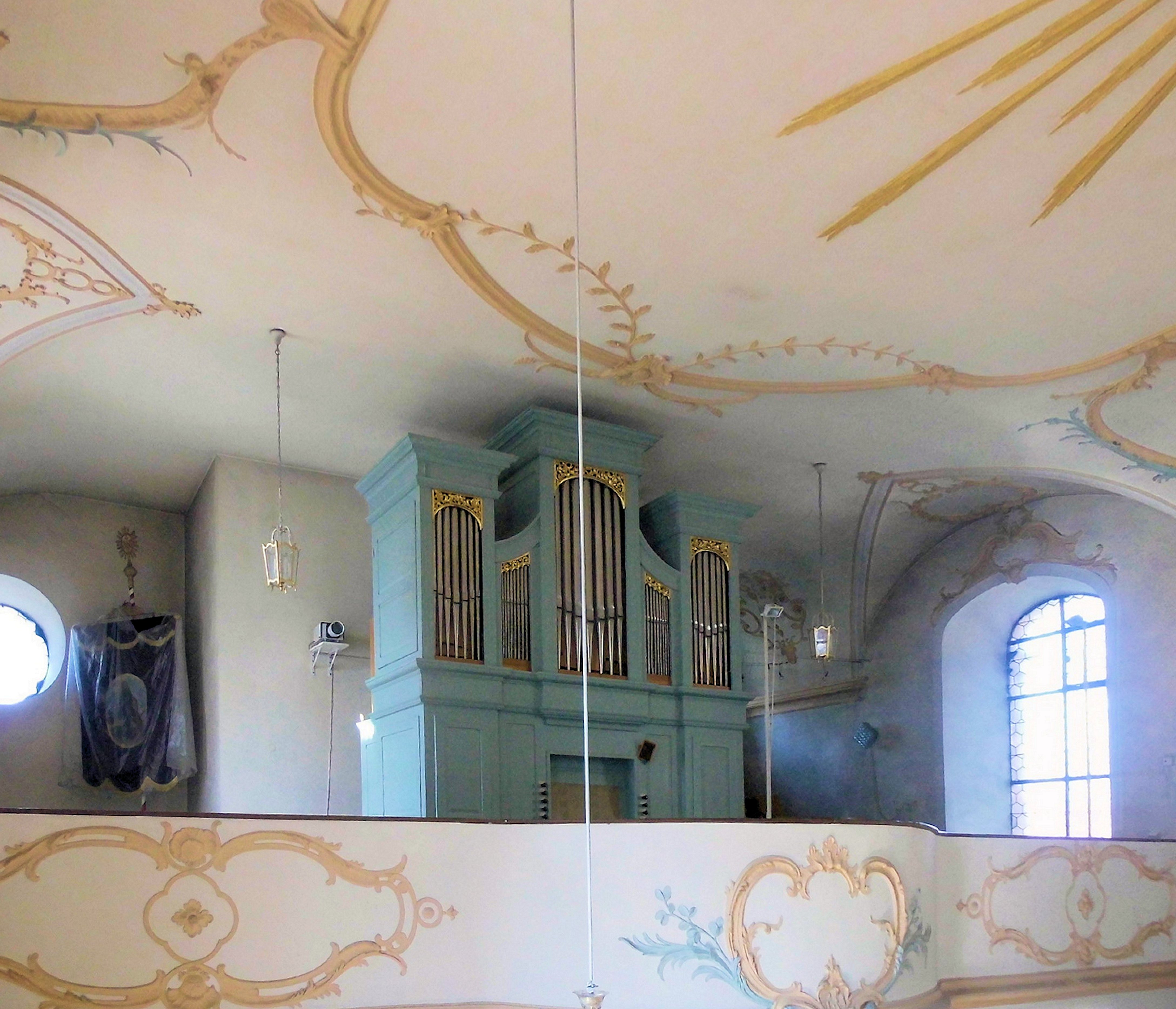
Blick auf die Orgel

- Koppeln: II/I, II/P, I/P als Einhaktritte

Glocken
Im Glockenstuhl des Kirchturms hängt ein vierstimmiges Glockengeläut aus Bronze, das 1952 von Friedrich Wilhelm Schilling in Heidelberg gegossen wurde.
| Glocke | Durchmesser | Gewicht | Schlagton |
| ------ | ----------- | ------- | --------- |
| 1      | ca. 850 mm  | 413 kg  | h′+4      |
| 2      | ca. 720 mm  | 230 kg  | d″+4      |
| 3      | ca. 640 mm  | 163 kg  | e″+4      |
| 4      | ca. 560 mm  | 114 kg  | fis″+4    |